# Engelbert Seibertz (Maler)

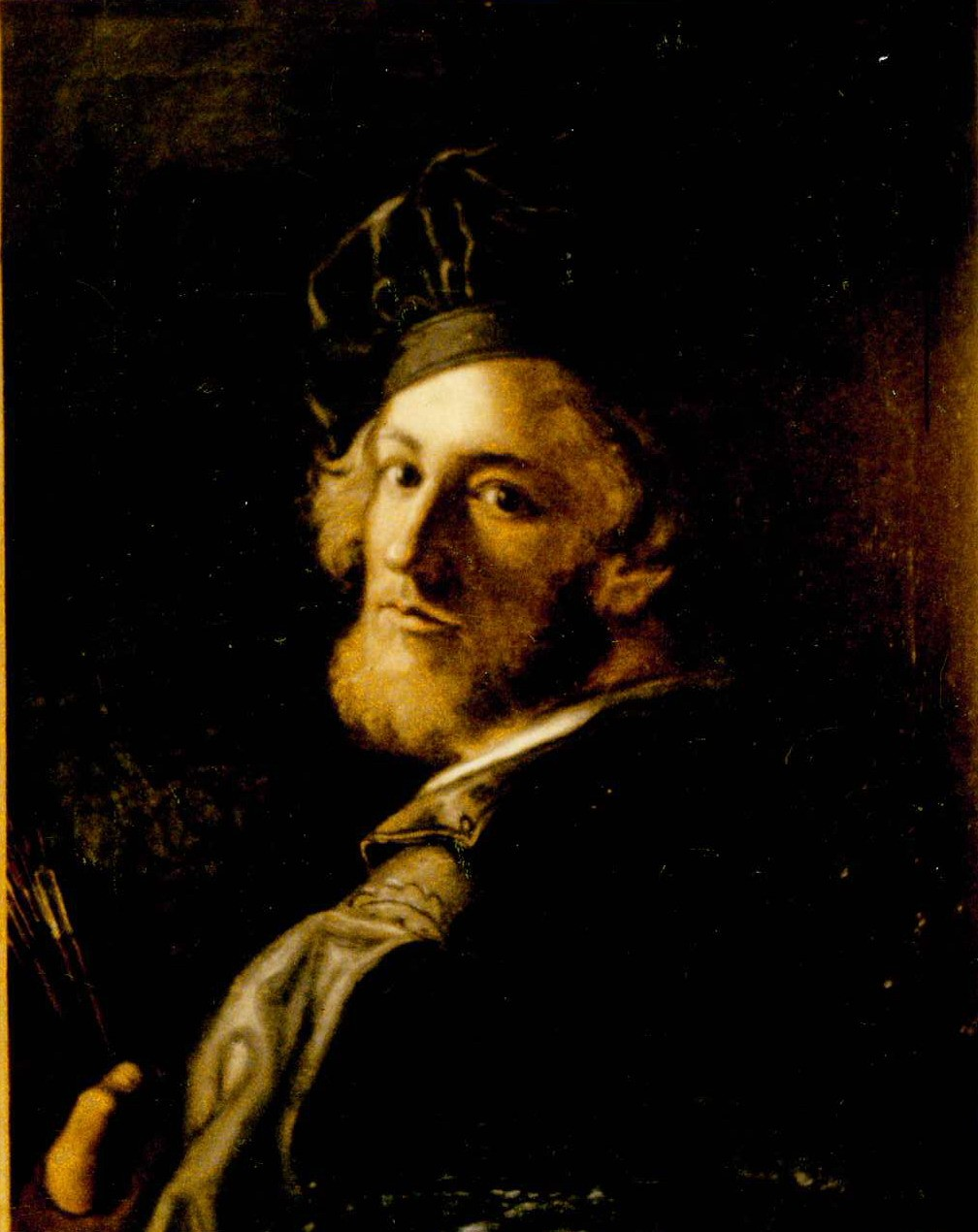
Engelbert Seibertz, Selbstporträt (1832)

Engelbert Seibertz (* 20. April 1813 in Brilon; † 2. Oktober 1905 in Arnsberg) war ein deutscher Porträt- und Historienmaler.

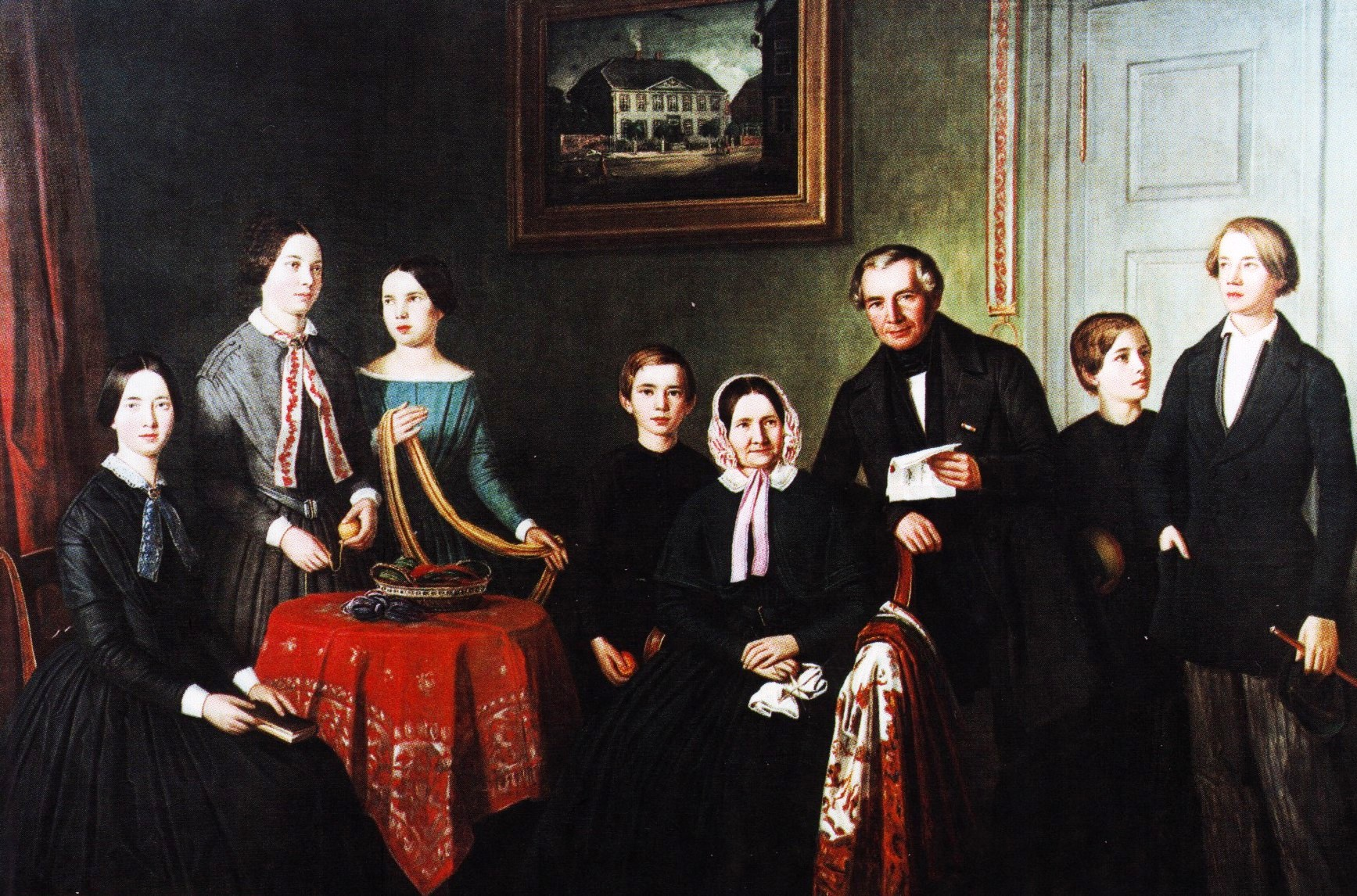
Bildnis des Unternehmers Friedrich Wilhelm Brökelmann und seiner Familie aus dem Jahr 1850

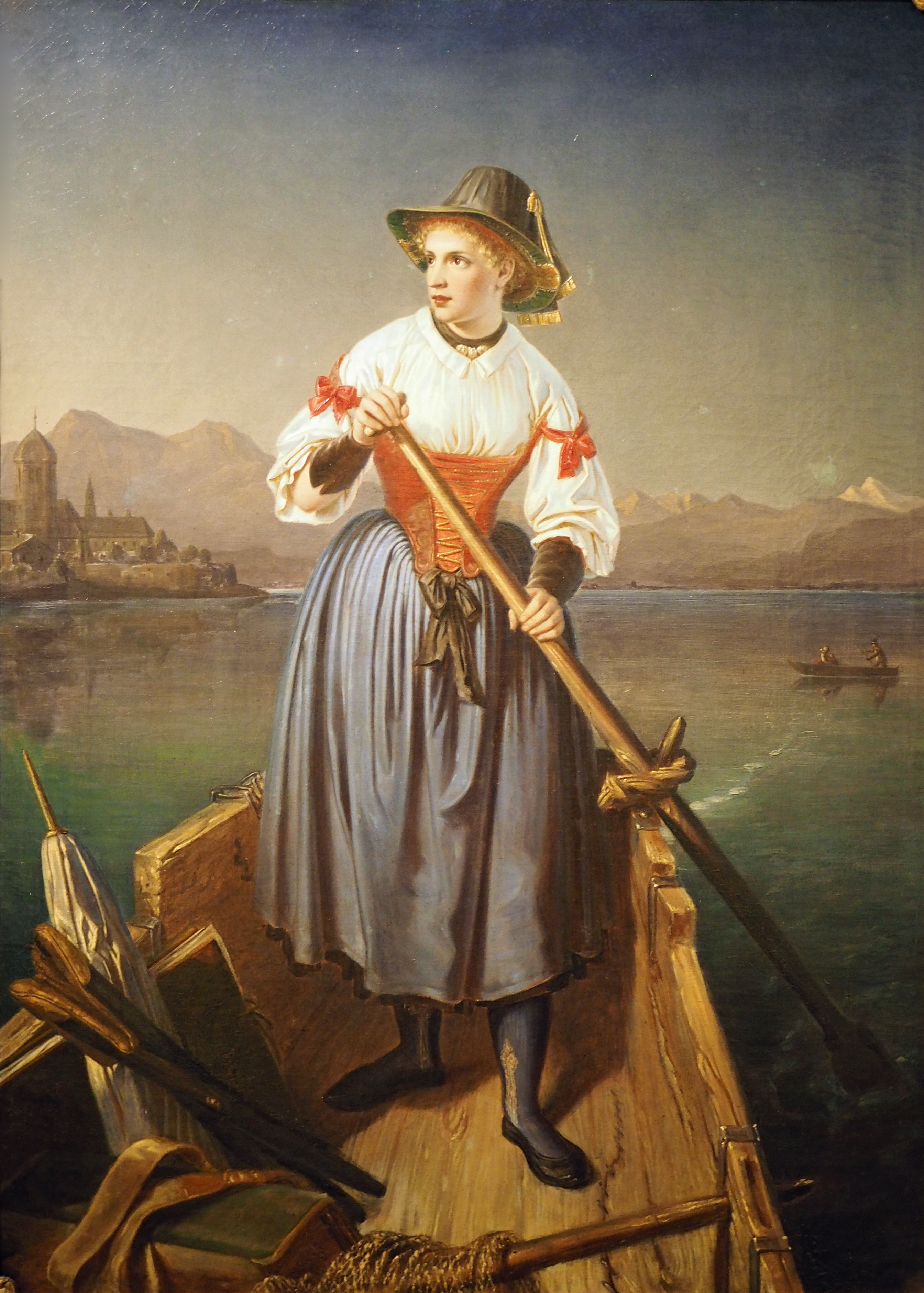
Die Fischerin vom Chiemsee (um 1850)

## Leben
Engelbert Seibertz wurde 1813 als ältester Sohn von Johann Suibert Seibertz (1788–1871) geboren, dem Nestor der westfälischen Landesgeschichte. Sein Neffe war der gleichnamige Berliner Kirchenarchitekt Engelbert Seibertz jun.
Nach einer nur mäßig erfolgreichen Schullaufbahn ging Engelbert als 17-Jähriger zur Kunstakademie Düsseldorf, an der Carl Friedrich Lessing, Wilhelm von Schadow, Peter von Cornelius und Theodor Hildebrandt seine Lehrer waren. Seibertz wird daher der Düsseldorfer Malerschule zugeordnet.
Seine erste veröffentlichte Arbeit war eine Zeichnung der Bruchhauser Steine, sein Bild der Olsberger Hütte gilt heute als ältestes erhaltenes Industriebild Westfalens.
Seibertz wechselte im Jahr 1832 zur Königlichen Kunstakademie München und lernte dort Wilhelm von Kaulbach kennen, den Hofmaler von König Ludwig I. In dieser Zeit entstanden 74 Kunstwerke, darunter Fresken im Maximilianeum.
Von 1835 bis 1841 lebte Seibertz wieder in Brilon und fertigte Skizzen und Illustrationen zu Goethes Faust. Von 1841 bis 1848 arbeitete er in Prag. Von 1850 bis 1870 lebte er wieder in München. Für den bayerischen König Maximilian II. schuf er 300 Werke, darunter zwei monumentale Fresken im Maximilianeum, von denen eines dort erhalten blieb. Die Ölskizze dazu ist in Arnsberg erhalten. Für die Kathedrale in Glasgow entwarf Seibertz die Glasfenster (die aber während des Zweiten Weltkrieges entfernt und bisher nicht wieder eingesetzt wurden). Im Jahre 1870 kehrte der Maler nach Arnsberg zurück. Aus den letzten Jahren seines Schaffens stammen noch 140 Bilder, vor allem Porträts von bekannten sauerländischen Familien.
Seiberts war Mitglied des Münchner Vereins für Christliche Kunst. Begraben ist er auf dem Eichholzfriedhof in Arnsberg.

## Bildergalerie

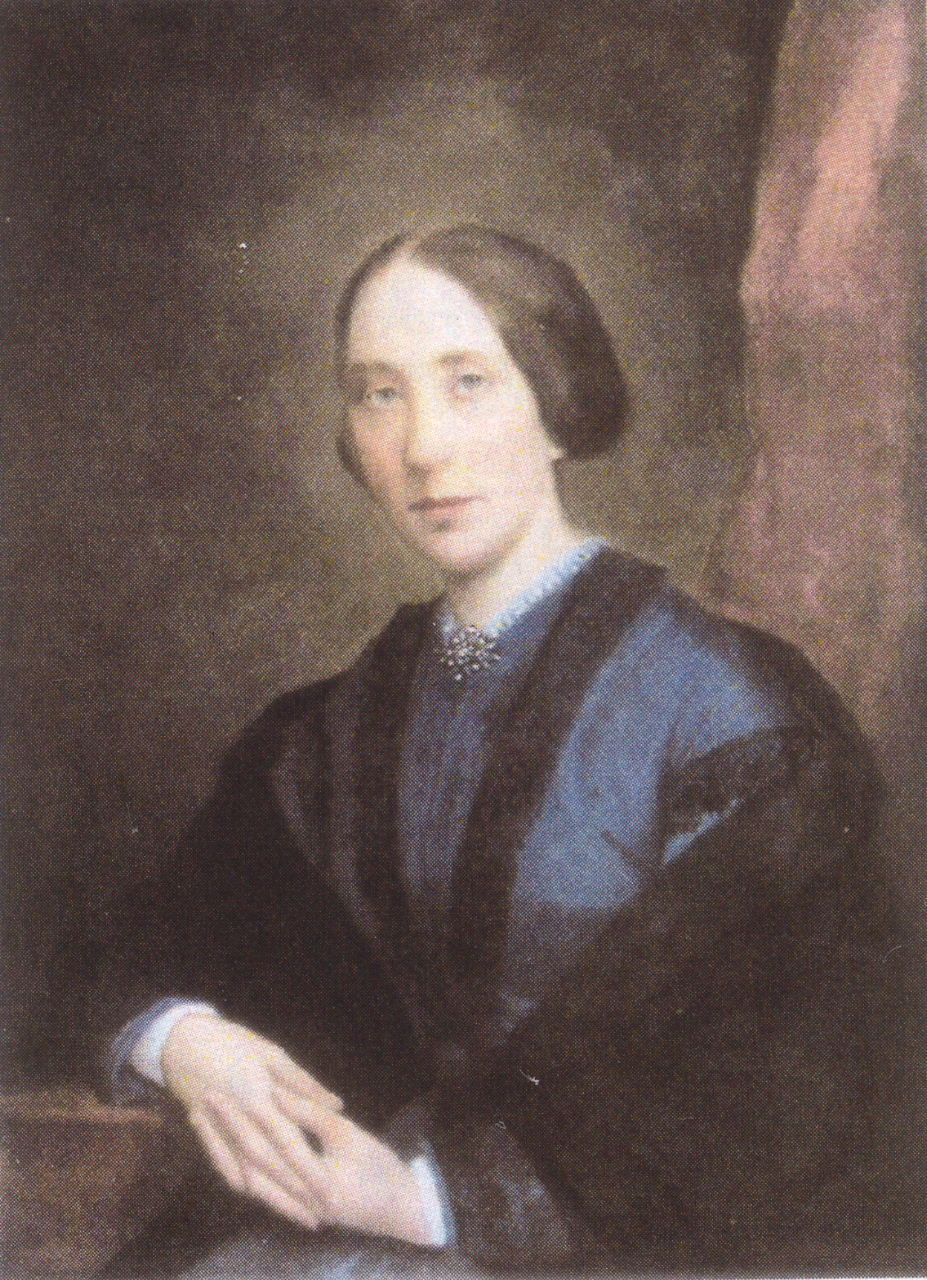
Emma Viebahn Landfort (Niederlande), 1870
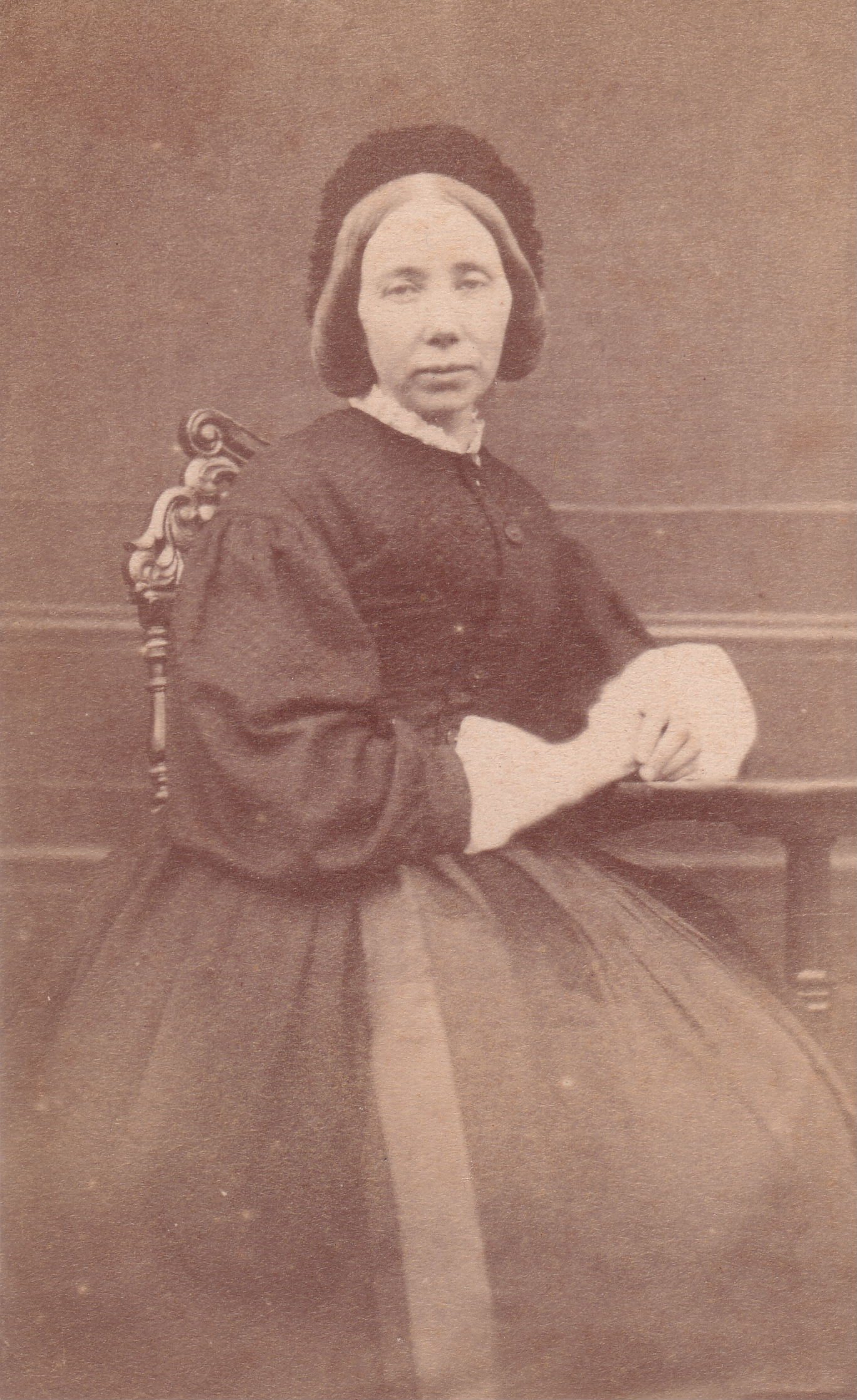
Emma Viebahn Vorlage für das Gemälde
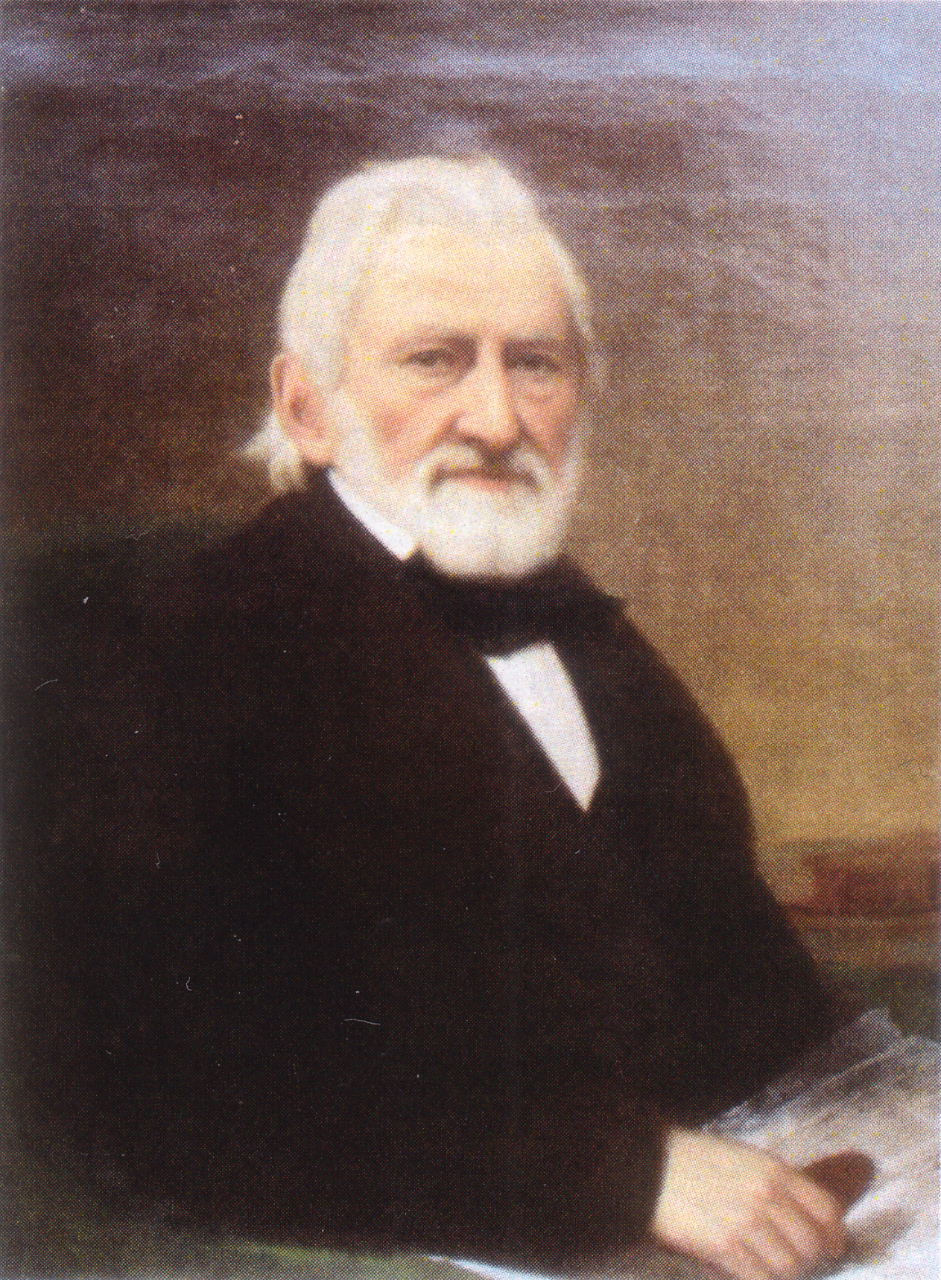
Albert Luyken sr. Landfort, 1870
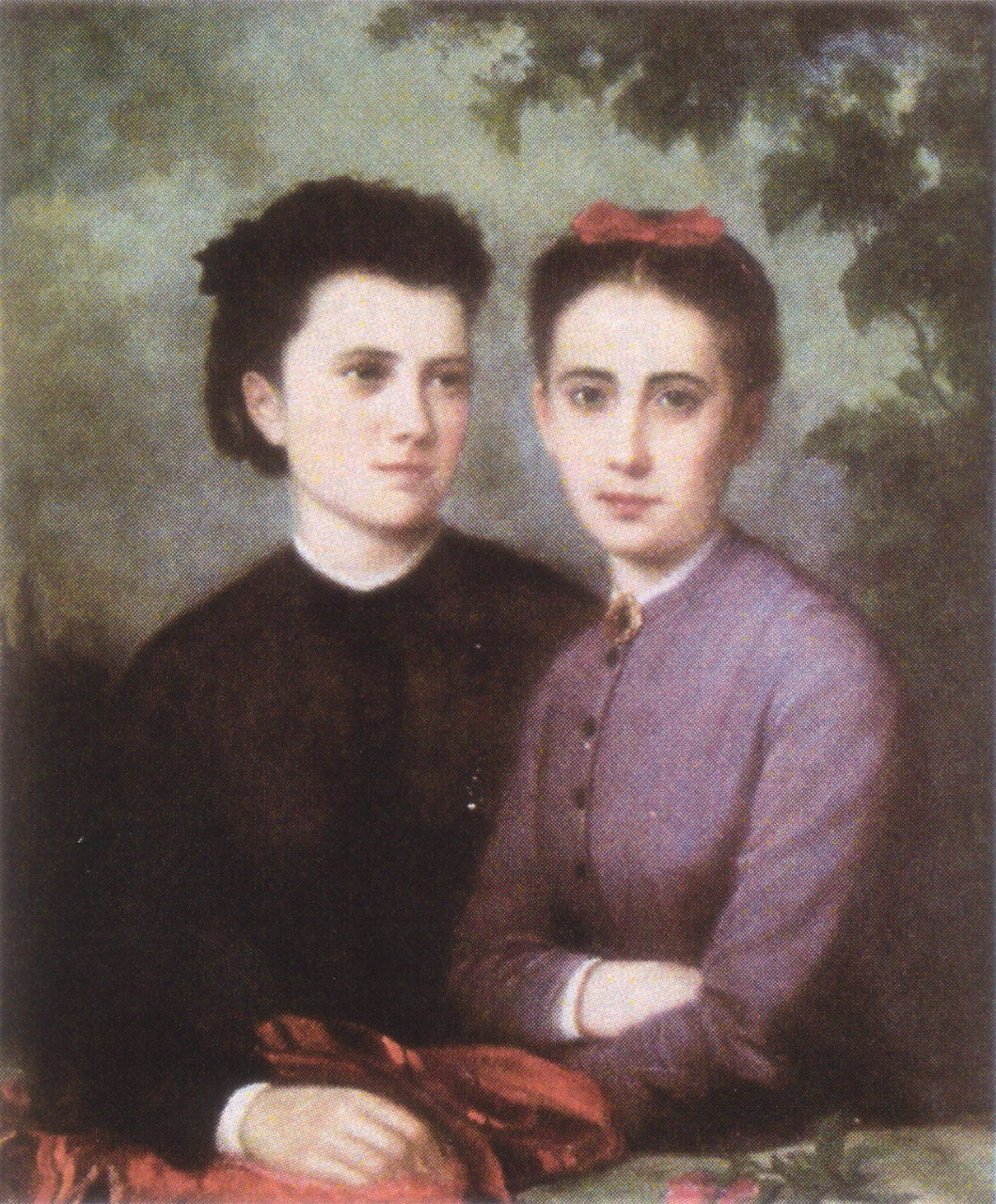
Albertina und Helene Luyken Landfort, 1870
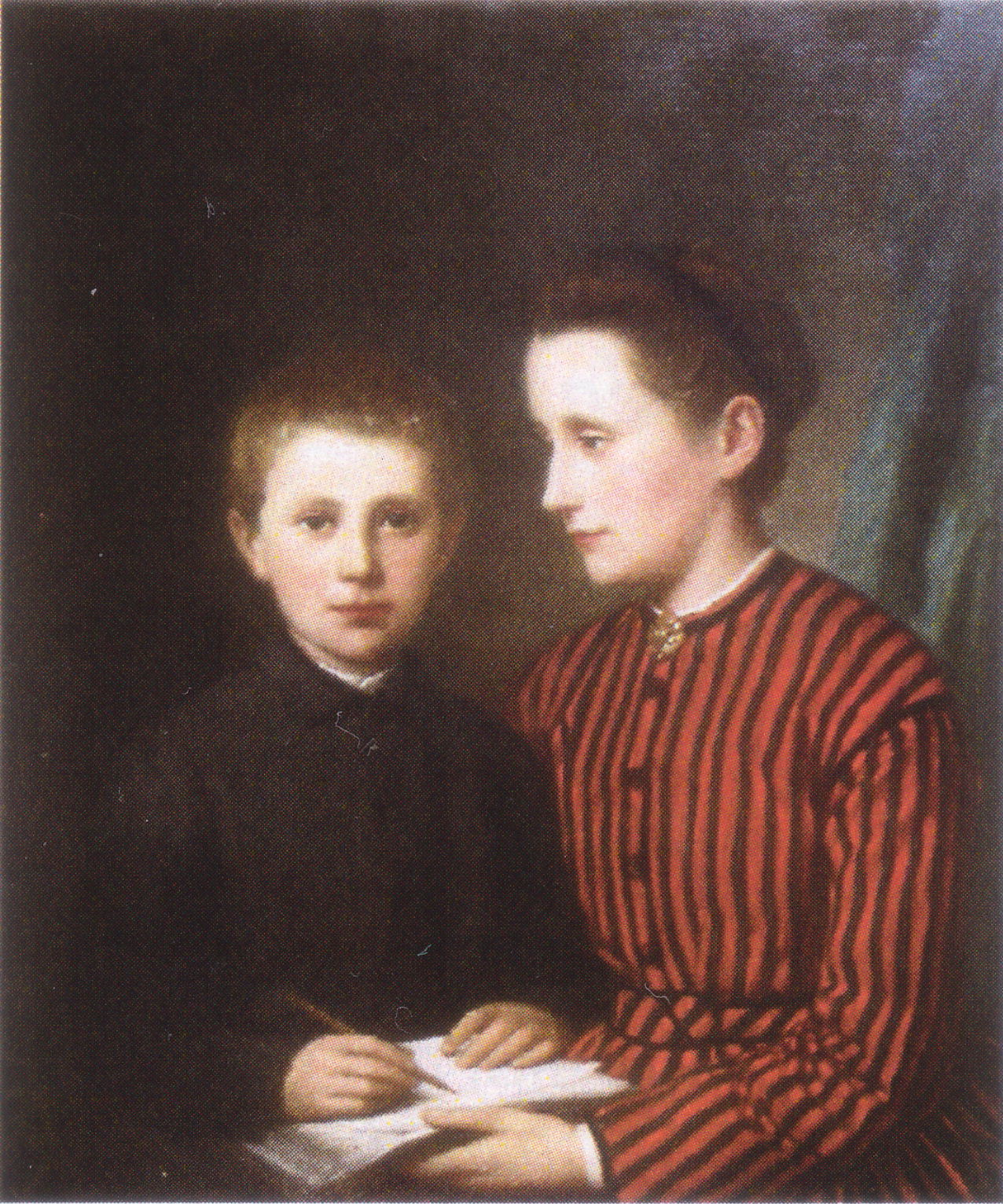
Carl und Emma Luyken Landfort, 1870
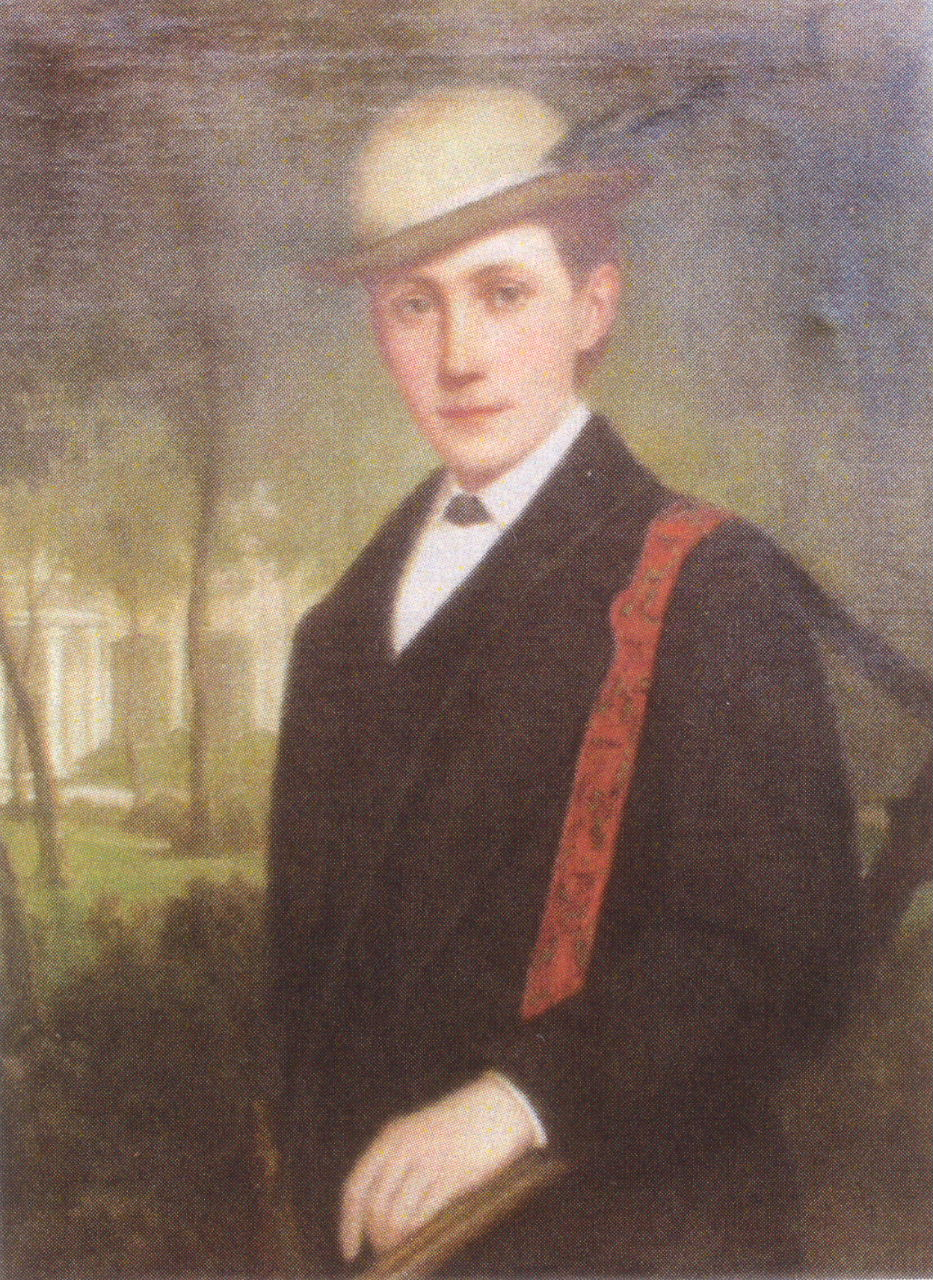
Albert Luyken jr. Landfort, 1870